# Aseraggodes auroculus
Aseraggodes auroculus är en fiskart som beskrevs av Randall 2005. Aseraggodes auroculus ingår i släktet Aseraggodes och familjen tungefiskar. Inga underarter finns listade i Catalogue of Life.